# NGC 6304
NGC 6304 هي مجرة تتبع كوكبة الحواء. اكتشفها ويليام هيرشل في 30 أبريل 1786.

## روابط خارجية
- NGC 6304 على موقع ويكي سكاي: DSS2, SDSS, GALEX, IRAS, Hydrogen α, X-Ray, Astrophoto, Sky Map, Articles and images